# اودیون ایگالو
اودیون جود ایگالو (انگلیسی: Odion Jude Ighalo؛ زادهٔ ۱۶ ژوئن ۱۹۸۹) بازیکن فوتبال اهل نیجریه است که در پست مهاجم برای باشگاه باشگاه فوتبال الوحده عربستان سعودی بازی می‌کند.
از باشگاه‌هایی که در آن بازی کرده‌است می‌توان به لین، اودینزه، گرانادا، چزنا، واتفورد، چانگچون یاتای، شانگهای شنهوآ، منچستر یونایتد، الشباب، الهلال اشاره کرد. وی همچنین در تیم ملی فوتبال نیجریه بازی کرده‌ است.